# Lignières-sur-Aire
Lignières-sur-Aire – miejscowość i gmina we Francji, w regionie Grand Est, w departamencie Moza.
Według danych na rok 1990 gminę zamieszkiwało 69 osób, a gęstość zaludnienia wynosiła 7 osób/km² (wśród 2335 gmin Lotaryngii Lignières-sur-Aire plasuje się na 976. miejscu pod względem liczby ludności, natomiast pod względem powierzchni na miejscu 614.).